# Deportes Naval de Talcahuano
Deportes Naval de Talcahuano war ein chilenischer Fußballverein aus Talcahuano. Der Verein wurde 1944 gegründet, 1991 wieder aufgelöst und trug seine Heimspiele im Estadio El Morro aus. Naval de Talcahuano wurde nie chilenischer Fußballmeister, spielte aber von 1972 bis 1976 und von 1979 bis 1990 insgesamt siebzehn Jahre lang in der Primera División.

## Geschichte
Der Verein Deportes Naval de Talcahuano wurde am 21. Mai 1944 in Talcahuano, einer Stadt mit heutzutage ungefähr 160.000 Einwohnern an der Westküste Chiles gelegen, gegründet. Talcahuano ist traditionell militärisch geprägt und so eignete es sich, dort einen eigenen Klub der chilenischen Streitkräfte zu etablieren. Naval de Talcahuano stand also ab Vereinsgründung 1944 unter der Regie der Armee des langgezogenen südamerikanischen Landes, ähnlich wie CD Aviación der Verein der Luftwaffe war.
In den ersten über zwei Jahrzehnten seines Bestehens kickte Naval de Talcahuano nur auf Amateurniveau, erst 1968 gelang der erstmalige Sprung in die zweite chilenische Fußballliga. Dort konnte man sich relativ schnell etablieren und schaffte mit dem ersten Platz in der Segunda División 1971 mit einem Vorsprung von einem Zähler vor Deportivo Ñublense. In der Primera División angekommen, konnte sich Naval dort sogleich mit einem starken zehnten Tabellenplatz den Klassenerhalt sichern. Zwei Jahre später wurde man dann gar Achter. 1976 folgte jedoch nach fünf Jahren Erstklassigkeit die Rückkehr in die Segunda División, nachdem man in der ersten Liga der Spielzeit 1976 den vorletzten Platz mit drei Punkten Rückstand auf den von den Rangers de Talca belegten letzten Relegationsplatz rangierte. Es dauerte in der Folge bis 1979, ehe man in Talcahuano wieder Erstligafußball zu sehen bekam. Doch diesmal konnte sich Naval vollends in der Primera División etablieren und verweilte dort zwölf Jahre am Stück. In diese Zeit fallen auch zwei fünften Plätze in den Erstligaspielzeiten 1981 und 1982. Generell hatte Naval de Talcahuano in den Achtzigerjahren seine mit Abstand beste Zeit. Einhergehend mit dem politischen Wandel und der Abkehr von der militärisch geprägten Diktatur Augusto Pinochets sank aber Ende der Achtzigerjahre auch der Stern des Militärvereins. 1990 wurde Pinochet als Präsident Chiles von Patricio Aylwin abgelöst, im Zuge dieser Entwicklungen verlor auch das chilenische Militär im Land an Bedeutung. Schnell plagten Naval de Talcahuano finanzielle Engpässe. Im gleichen Jahr folgte trotz gewonnenen Playout-Spielen gegen CD Antofagasta sowie die Rangers de Talca der Zwangsabstieg aus der Primera División, nachdem man zuvor zwölf Jahre am Stück in dieser Liga zugebracht hatte. Auch an der Zweitligaspielzeit 1991 nahm der Klub nicht teil. Naval de Talcahuano war bereits vor Saisonbeginn aufgrund starker finanzieller Probleme nach 47 Jahren Existenz aufgelöst worden.
Nach dem Ende von Naval de Talcahuano bildete sich ein inoffizieller Nachfolgeverein namens CD Naval de Talcahuano. Dieser bestand aus dem 1972 ins Leben gerufenen CD Los Nauticos, der später zu CD Talcahuano wurde und im Laufe der Jahre den Namen des ehemals größten Verein in Talcahuano neben CD Huachipato annahm. CD Naval de Talcahuano spielt gegenwärtig in der Tercera División, der vierthöchsten chilenischen Liga.

## Erfolge
- Chilenische Zweitligameisterschaft: 1× (1971)

- Copa Apertura Segunda División: 1× (1969)

## Bekannte Spieler
- Humberto Elgueta, nahm mit seinem Heimatland an der Weltmeisterschaft 1930 teil und spielte für Gold Cross, die Santiago Wanderers und als letzte Karrierestation bei Naval de Talcahuano
- Marcelo Ramírez, chilenischer WM-Torhüter von 1998, verbrachte so gut wie die gesamte Laufbahn bei Colo-Colo, einzig 1990 spielte er ein Jahr lang für Naval de Talcahuano